# جائزة كندا الكبرى 1989
جائزة كندا الكبرى 1989 هو سباق فورمولا 1 أقيم بتاريخ 18 يونيو 1989 في حلبة جيل فيلنوف، مونتريال، كندا. كان السادس من أصل 16 في بطولة العالم لسباقات الفورمولا واحد موسم 1989. حلّ البلجيكي تييري بوتسين أولا بينما جاء الإيطالي ريكاردو باتريس في المركز الثاني وحصل على المركز الثالث الإيطالي أندريا دي سيساريس.